# 理查德·奧多内爾
理查德·奧多内爾（英語：Richard O'Donnell；1988年9月12日—）是一位英格蘭足球運動員。在場上的位置是守門員。他現在效力於英乙球隊布拉德福德。他也曾效力于谢周三。

## 外部連結
- 足球数据库：理查德·奧多内爾的球员统计数据